# Локомотив БДЖ 18.01
Локомотив 18.01 е единична машина, получена в резултат от първата голяма реконструкция на парен локомотив, предприета в БДЖ. Причината за тази реконструкция е претърпявана от локомотив 801, който е еднакъв с локомотивите серия 800 (от 1936 г. - серия 17.00). Самият локомотив е производство на „Henschel“ - Kassel, фабр. № 11630/1912 г. Реконструкцията на локомотива е първата по рода си, предприемана в България. Последвалата експлоатация от почти 38 години след това показва, че е и най-сполучливата. Котелът е снабден с паропрегревател, което повишава неговото КПД, намален е разходът му на вода, подобрени са динамиката и ускорителните възможности на машината, най-вече при потегляне. Увеличена е дължината на котела, а оттам и теглото на локомотива, което налага добавянето на задна едноосна талига.
Локомотивът е оборудван с автоматична и директна въздушна спирачка. Спирателни са всички сцепни и тендерни колооси. Ръчната спирачка действа само върху тендера. Той е триосен, с горно ресорно окачване и е еднакъв с тези на локомотивите серия 17.00.
До 1966 г. локомотивът обслужва бързи и пътнически влакове. Същата година, по случай 100-годишнината на железопътните съобщения в България локомотив 18.01 е предаден на новооткрития Музей на транспорта в Русе. Локомотивът е изваден от редовна експлоатация и пристига в Русе на собствен ход.